# Bigiejewo
Bigiejewo (ros. Бигеево) – wieś (sieło) w Rosji, w obwodzie penzeńskim, w rejonie niewierkińskim. W 2010 liczyła 455 mieszkańców, głównie Tatarów.